# Bletia purpurea
Bletia purpurea är en orkidéart som först beskrevs av Jean-Baptiste de Lamarck, och fick sitt nu gällande namn av A.Dc. Bletia purpurea ingår i släktet Bletia och familjen orkidéer. Inga underarter finns listade i Catalogue of Life.

## Bildgalleri

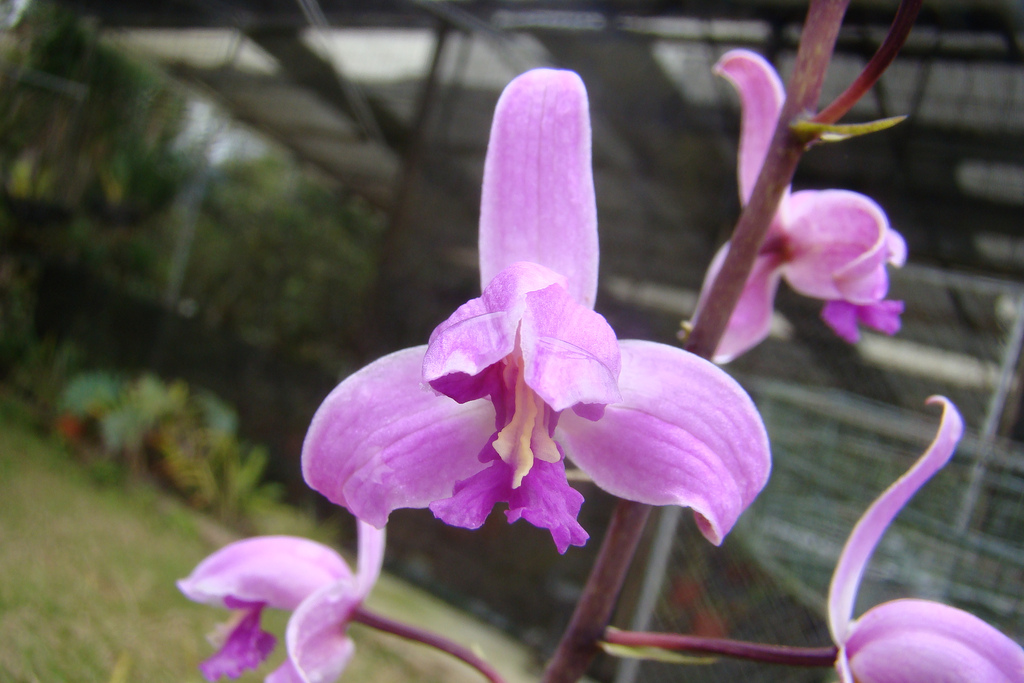
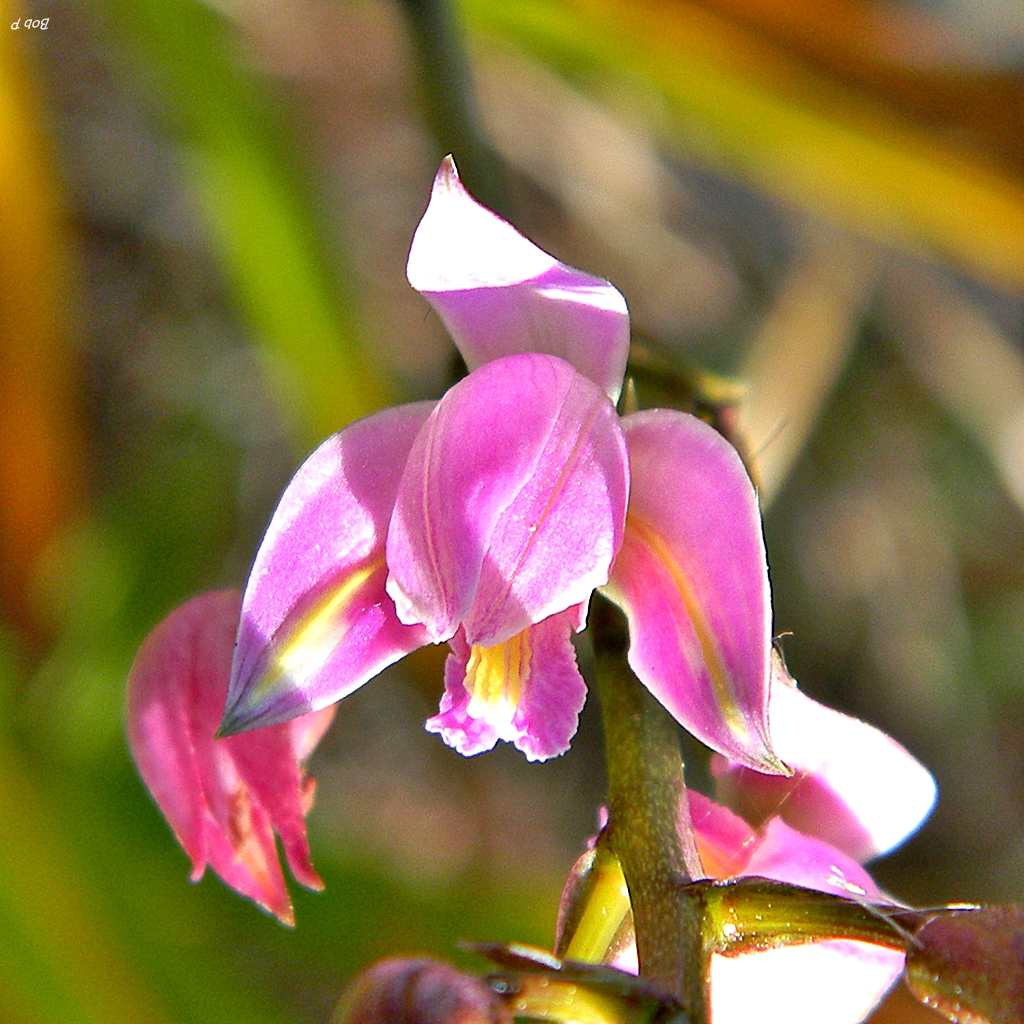
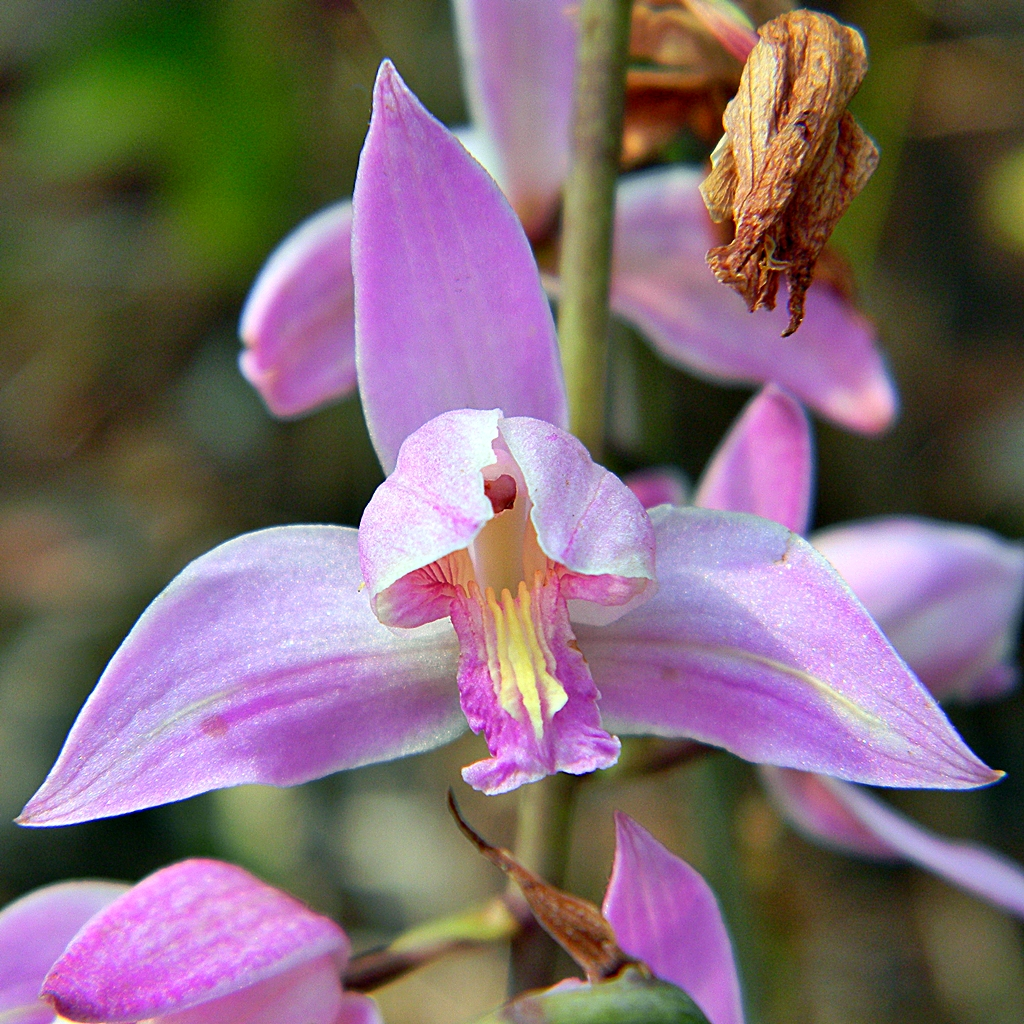